# Peters Peak
Der Peters Peak ist ein 2220 m hoher Berg in der antarktischen Ross Dependency. Er ragt rund 6,5 km nördlich des Melrose Peak im zentralen Teil der Holyoake Range in den Churchill Mountains auf.
Der United States Geological Survey kartierte ihn mittels Tellurometermessungen und mithilfe von Luftaufnahmen der United States Navy aus den Jahren von 1960 bis 1962. Das Advisory Committee on Antarctic Names benannte ihn 1966 nach Merrill J. Peters, Feldforschungsassistent des United States Antarctic Research Program zwischen 1962 und 1963.